# Giro d’Italia 2009/Fahrerfeld
Beim Giro d’Italia 2009 gingen auf Einladung des Organisator RCS Sport insgesamt 208 Radsportprofis in 22 Teams an den Start.
| 1 – Stefano Garzelli 2 – Dario Andriotto 3 – Massimo Codol 4 – Alessandro Donati 5 – Francesco Failli 6 – Ruggero Marzoli 7 – Andrea Masciarelli 8 – Francesco Masciarelli 9 – Giuseppe Palumbo |

| 11 – Tadej Valjavec 12 – Wladimir Jefimkin 13 – Sébastien Hinault 14 – Jurij Kriwzow 15 – Julien Loubet 16 – Renaud Dion 17 – Jean-Charles Sénac 18 – Blaise Sonnery 19 – Guillaume Bonnafond |

| 21 – Lance Armstrong 22 – Janez Brajkovič 23 – Christopher Horner 24 – Levi Leipheimer 25 – Steve Morabito 26 – Daniel Navarro 27 – Jaroslaw Popowytsch 28 – José Luis Rubiera 29 – Andrei Seiz |

| 31 – Mauricio Soler 32 – John-Lee Augustyn 33 – Francesco Bellotti 34 – Diego Caccia 35 – Félix Cárdenas 36 – Giampaolo Cheula 37 – Chris Froome 38 – Robert Hunter 39 – Paolo Longo Borghini |

| 41 – Julien Belgy 42 – Steve Chainel 43 – Yohann Gène 44 – Saïd Haddou 45 – Guillaume Le Floch 46 – Jewgeni Sokolow 47 – Matthieu Sprick 48 – Johann Tschopp 49 – Thomas Voeckler |

| 51 – David Arroyo 52 – Arnold Jeannesson 53 – Wassil Kiryjenka 54 – Pablo Lastras 55 – David López García 56 – Francisco Pérez 57 – Mathieu Perget 58 – Joaquim Rodríguez 59 – Anthony Charteau |

| 61 – Carlos Sastre 62 – Philip Deignan 63 – Simon Gerrans 64 – Wolodymyr Hustow 65 – Jeremy Hunt 66 – Ted King 67 – Ignatas Konovalovas 68 – Daniel Lloyd 69 – Serge Pauwels |

| 71 – Iker Camaño 72 – Eros Capecchi 73 – Davide Viganò 74 – Ángel Gómez 75 – Jesús Del Nero 76 – Héctor González 77 – Alberto Fernández 78 – Fredrik Kessiakoff 79 – Ricardo Serrano |

| 81 – Tom Danielson 82 – Julian Dean 83 – Tyler Farrar 84 – Cameron Meyer 85 – David Millar 86 – Danny Pate 87 – Christian Vande Velde 88 – Bradley Wiggins 89 – David Zabriskie |

| 91 – Giovanni Visconti 92 – Oscar Gatto 93 – Dario Cioni 94 – Ian Stannard 95 – Andrij Hrywko 96 – Dmytro Hrabowskyj 97 – Bartosz Huzarski 98 – Leonardo Scarselli 99 – Ruslan Pidhornyj |

| 101 – Damiano Cunego 102 – Matteo Bono 103 – Marzio Bruseghin 104 – Mauro Da Dalto 105 – Enrico Gasparotto 106 – Francesco Gavazzi 107 – Marco Marzano 108 – Manuele Mori 109 – Paolo Tiralongo |

| 111 – Ivan Basso 112 – Valerio Agnoli 113 – Kjell Carlström 114 – Vladimir Miholjević 115 – Franco Pellizotti 116 – Manuel Quinziato 117 – Gorazd Štangelj 118 – Sylwester Szmyd 119 – Alessandro Vanotti |

| 121 – Danilo Di Luca 122 – Gabriele Bosisio 123 – Riccardo Chiarini 124 – Giairo Ermeti 125 – Jure Golčer 126 – Matteo Montaguti 127 – Alessandro Petacchi 128 – Daniele Pietropolli 129 – Alessandro Spezialetti |

| 131 – Allan Davis 132 – Dario Cataldo 133 – Dries Devenyns 134 – Addy Engels 135 – Mauro Facci 136 – Francesco Reda 137 – Kevin Hulsmans 138 – Kevin Seeldraeyers 139 – Davide Malacarne |

| 141 – Denis Menschow 142 – Mauricio Ardila 143 – Laurens ten Dam 144 – Jos van Emden 145 – Bram de Groot 146 – Pedro Horrillo 147 – Dmitri Kosontschuk 148 – Tom Stamsnijder 149 – Maarten Tjallingii |

| 151 – Gilberto Simoni 152 – Leonardo Bertagnolli 153 – Michele Scarponi 154 – Alessandro Bertolini 155 – José Serpa 156 – Rubens Bertogliati 157 – Francesco De Bonis 158 – Carlos Ochoa 159 – Jackson Rodríguez |

| 161 – Christophe Brandt 162 – Francis De Greef 163 – Bart Dockx 164 – Philippe Gilbert 165 – Pieter Jacobs 166 – Jonas Ljungblad 167 – Olivier Kaisen 168 – Jelle Vanendert 169 – Charles Wegelius |

| 171 – Michael Barry 172 – Edvald Boasson Hagen 173 – Mark Cavendish 174 – Thomas Lövkvist 175 – Marco Pinotti 176 – Morris Possoni 177 – Mark Renshaw 178 – Michael Rogers 179 – Kanstanzin Siuzou |

| 181 – Filippo Pozzato 182 – Pawel Brutt 183 – Nikita Jeskow 184 – Michail Ignatjew 185 – Sergei Klimow 186 – Luca Mazzanti 187 – Jewgeni Petrow 188 – Alexander Serow 189 – Ben Swift |

| 191 – Luca Barla 192 – Robert Förster 193 – Markus Fothen 194 – Thomas Fothen 195 – Martin Müller 196 – Thomas Rohregger 197 – Matthias Russ 198 – Ronny Scholz 199 – Björn Schröder |

| 201 – Fabian Cancellara 202 – Jens Voigt 203 – Anders Lund 204 – Jason McCartney 205 – Juan José Haedo 206 – Jurgen Van Goolen 207 – Lars Bak 208 – Matthew Goss 209 – Kasper Klostergård |

| 211 – Serafín Martínez 212 – Gustavo César Veloso 213 – David García 214 – Wladimir Isajtschew 215 – Gonzalo Rabuñal 216 – Delio Fernández 217 – Iban Mayoz 218 – Marcos García 219 – Eduard Worganow |